# Kampung Jawa II
Kampung Jawa II is een bestuurslaag in het regentschap Pariaman van de provincie West-Sumatra, Indonesië. Kampung Jawa II telt 1031 inwoners (volkstelling 2010).